# Burgstall Lützelburg (Unterwiesenacker)
Der Burgstall Lützelburg ist der Rest einer ehemaligen, vermutlich hochmittelalterlichen Adelsburg bei dem Ortsteil Unterwiesenacker der Stadt Velburg im oberpfälzischen Landkreis Neumarkt in der Oberpfalz in Bayern. Die Anlage wird als Bodendenkmal unter der Aktennummer D-3-6635-0116 im Bayernatlas als „mittelalterlicher Burgstall "Lützelburg", vorgeschichtliche Höhensiedlung“ geführt. Der Burgstall ist frei zugänglich.

## Geographische Lage

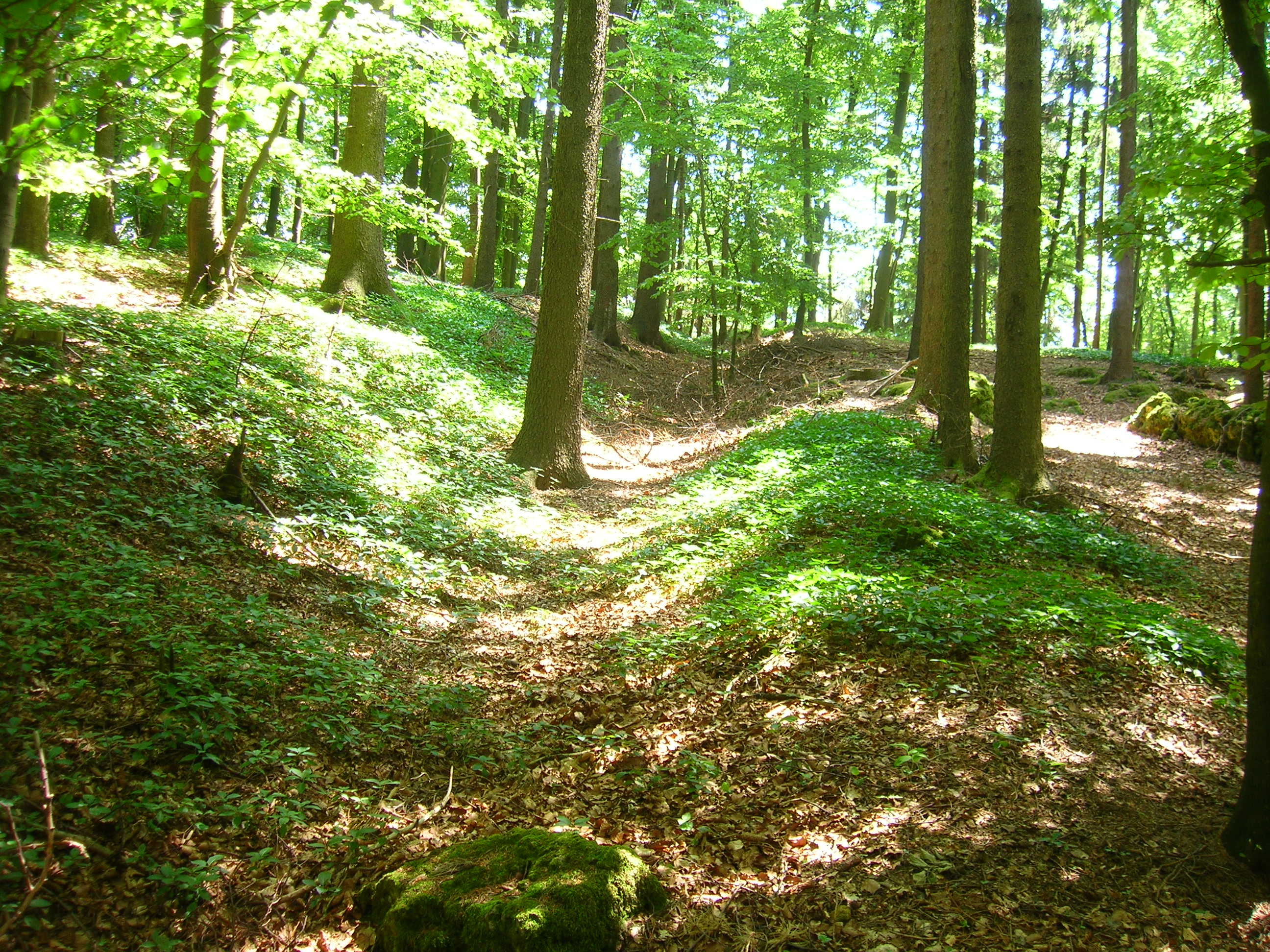
Wallgraben der Vorburg

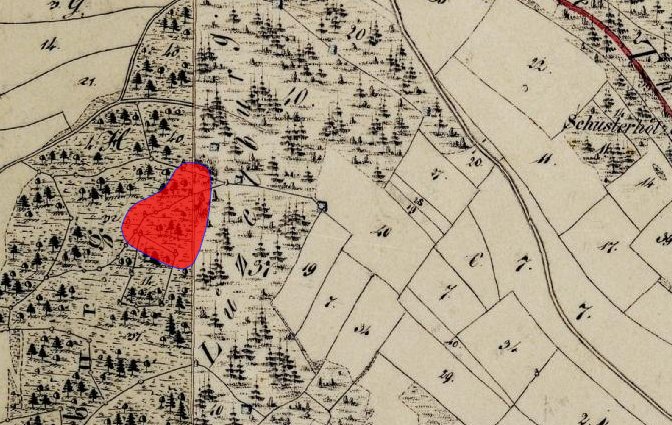
Lageplan des Burgstalls Lützelburg auf dem Urkataster von Bayern

Die abgegangene Spornburg befand sich auf dem 591 Meter hohen Gipfel des gleichnamigen Berges, etwa zwei Kilometer nordöstlich der Ortschaft Unterwiesenacker und 13 Kilometer östlich von Neumarkt in der Oberpfalz.
In der Nähe liegen noch weitere Burgen und Ruinen: südlich die Burgruine Velburg, die Ruine der Helfenburg, die Ruine der Adelburg und der Burgstall Plankenstein, westlich die Burgställe Schanzberg und die Alte Kirche bei Unterwiesenacker, nördlich der Burgstall Habsberg, auf dem eine Wallfahrtskirche steht, und die Schweppermannsburg auf dem Dietrichstein, sowie nordöstlich der Burgstall Thürsnacht bei der gleichnamigen Ortschaft.

## Geschichte der Burg
Über die Burg Lützelburg ist nichts Genaueres bekannt. Der Name könnte auf Adalbert II. Lutzmann, der von den Herren Prunn-Laber abstammte, zurückgehen. Er gründete vermutlich auch die acht Kilometer südöstlich, im Truppenübungsplatz Hohenfels gelegene Burg Lutzmannstein.